# Bataille du Volturno (1860)
Pour les articles homonymes, voir Bataille du Volturno.
Guerres du Risorgimento : expédition des Mille
Batailles
- Calatafimi
- Palerme
- Milazzo
- Reggio
- Castelfidardo
- Caiazzo
- Volturno
- Garigliano
- Gaète

La bataille du Volturno est le nom sous lequel sont rassemblés plusieurs faits d'armes qui opposent les volontaires de Garibaldi aux troupes du royaume des Deux-Siciles en septembre et octobre 1860 près de la rivière Volturno, en Italie méridionale, qui baigne Capoue et se jette dans la mer entre Naples et Gaète.

## Le déroulement des affrontements

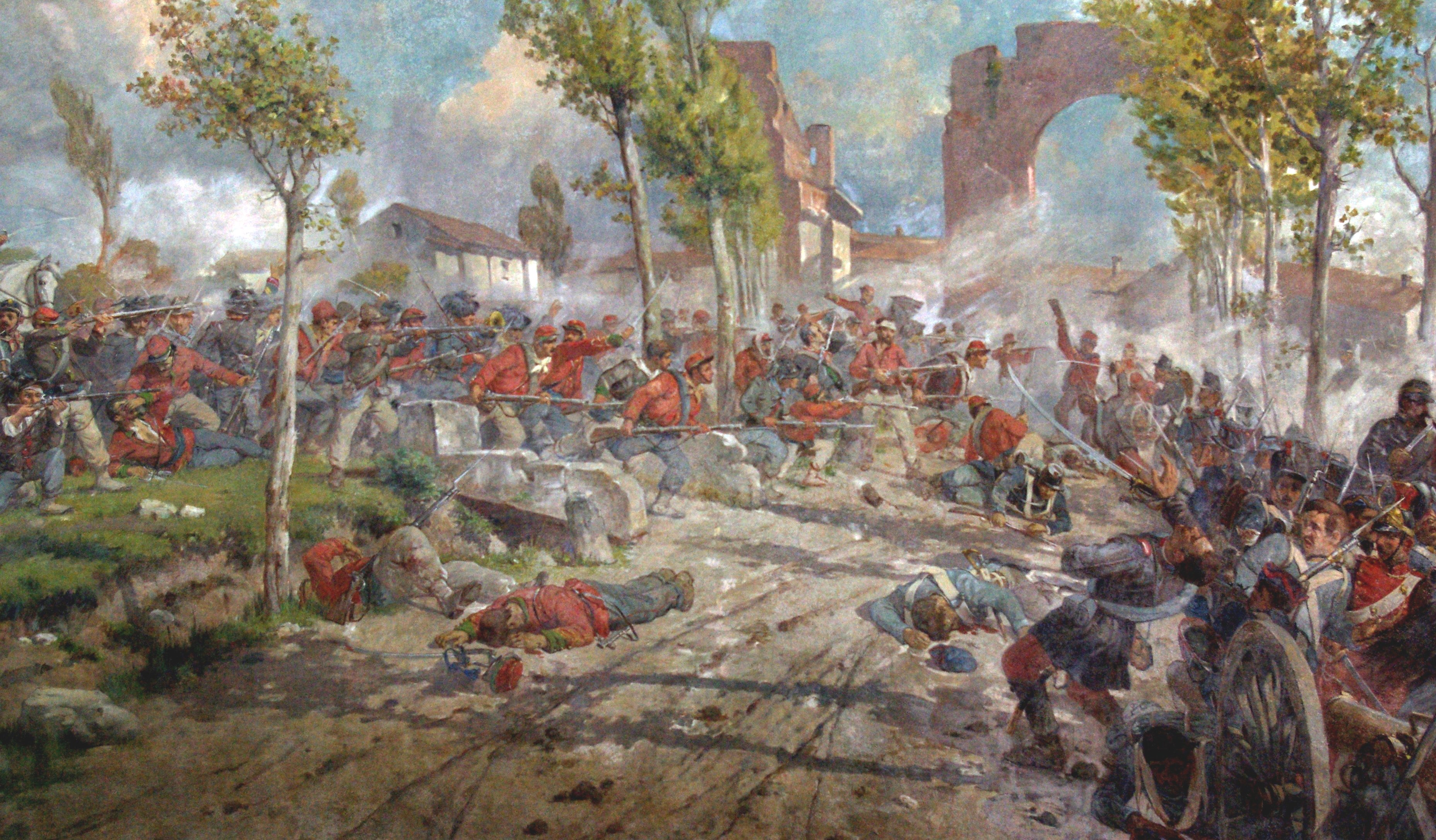
Phase des combats à proximité de Capoue

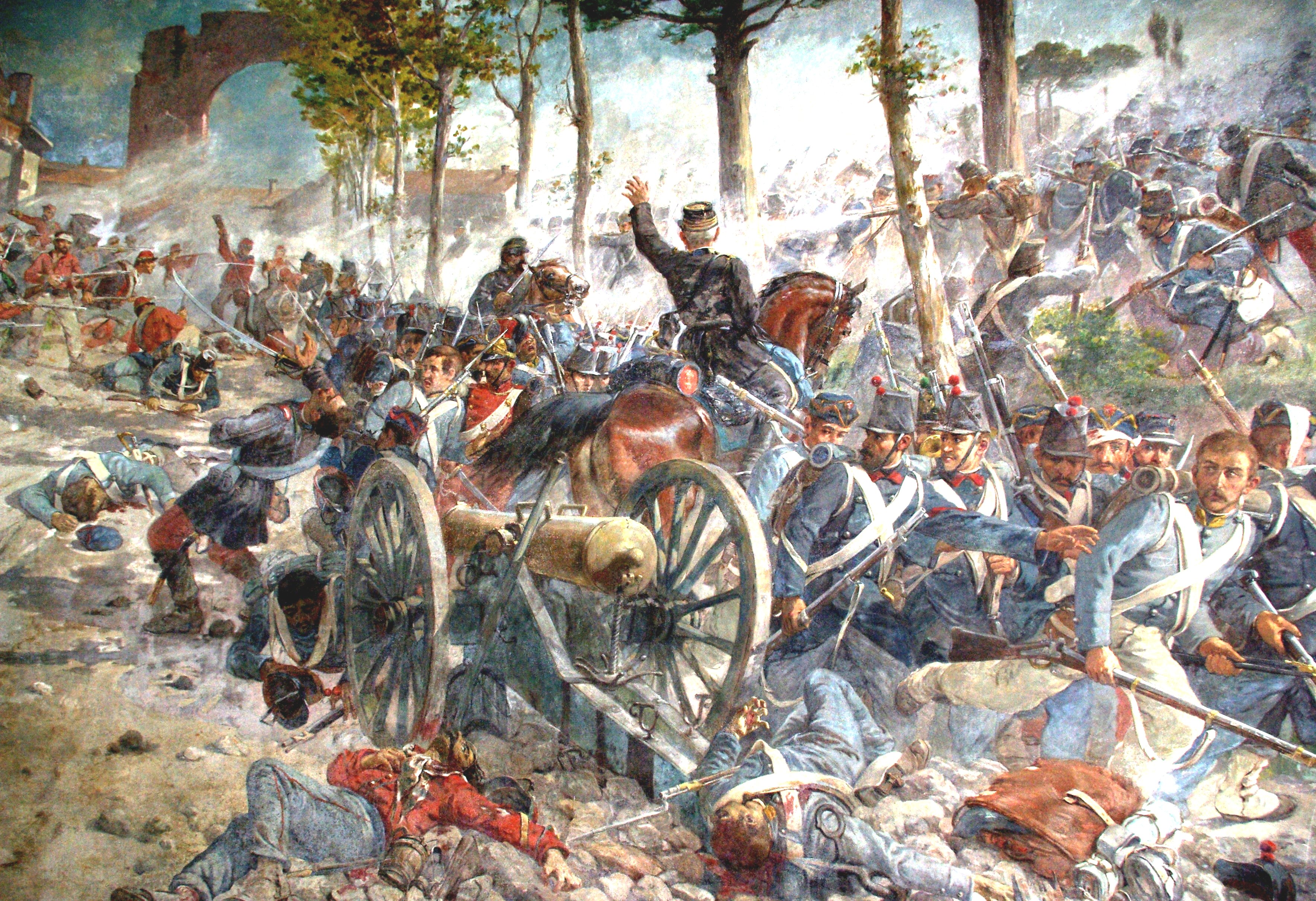
Phase des combats à proximité de Capoue

La bataille principale se déroule le 1er octobre 1860 au sud de la rivière. Environ 24 000 Garibaldiens, qui constituent l'armée méridionale, sont engagés contre environ 50 000 hommes de l'armée des Bourbons. Carmine Crocco alors inconnu et déserteur allié à la cause de Giuseppe Garibaldi participe également au conflit. Plus tard il devient plus connu comme brigand.
C'est une des plus importantes batailles du Risorgimento, tant par le nombre de combattants impliqués que par les résultats obtenus par Garibaldi, qui met fin à l'offensive de l'armée des Bourbons après sa reconstitution sous les murs de Capoue.
Les troupes bourboniennes sont bien entrainées, bien armées et équipées, et leurs cadres sont compétents. Leurs officiers supérieurs sont en revanche peu capables. Les Garibaldiens sont eux mal préparés mais commandés par des militaires de valeurs et de grand ascendant, à commencer par Garibaldi, qui sait faire preuve d'une remarquable intuition tactique. Les bourboniens perdent des jours précieux avant d'attaquer, au profit des Garibaldiens qui ont le temps de se renforcer.
Après les escarmouches des 26 et du 29 septembre, le 30, les bourboniens tentent un passage en force en traversant la rivière Triflisco pour atteindre Santa Maria in Valogno, mais ils sont arrêtés par le feu nourri de deux compagnies de la brigade Spangaro stationnées à San Iorio. Le 1er octobre, le maréchal général Giosuè Ritucci, qui commande les bourboniens réunis à Capoue et en partie sur la rive droite du Volturno jusqu'à Caiazzo, se décide à attaquer avec deux divisions, l'Afan de Rivera et la Tabacchi, sur le centre garibaldien à Sant'Angelo in Formis et à  Santa Maria Capua Vetere afin de rejoindre Caserte, et de là se diriger sur Naples : deux colonnes latérales doivent coopérer à l'action.
Les troupes de Garibaldi occupent un front large de vingt kilomètres afin de protéger les nombreuses voies de communications pour Naples et Caserte : elles occupent la droite à Sant'Angelo avec les soldats commandés par Giacomo Medici, et à Santa Maria Capua Vetere avec les hommes de Milbitz, la réserve au centre-nord de Caserte avec les volontaires commandés par Gaetano Sacchi et le quartier général de Garibaldi avec ses volontaires commandés par István Türr. L'action débute à l'ouest par les bourboniens, qui, encouragés par la présence du roi François II et des comtes de Trapani et de Caserte, font se replier les avant-postes garibaldiens obtenant de bons succès. Garibaldi se met à la tête d'une compagnie et avec les volontaires de Medici, réussit à redresser la situation.
Des combats enragés se déroulent à Santa Maria Capua Vetere, où le général Milbitz est blessé. La cavalerie hongroise du major Scheiter accourue de Caserte avec la brigade de réserve Eber commandé par István Türr prend part à la bataille.
À 18 heures, les bourboniens sont obligés de se replier permettant à la ligne Santa Maria Sant'Angelo de Garibaldi de se rétablir. Pendant ce temps, des combats violents se déroulent sur la colline à l'est du mont Tifata, où un petit groupe de paysans dirigés par des nobles restés fidèles aux Bourbons résiste un jour entier. L'affrontement, qui a débuté dans la matinée, s'achève quand les Garibaldiens mettent le feu au palais des Cocozza à l'intérieur duquel se trouvent les provisions et les munitions des volontaires bourboniens de Monte Viro et de Castel Morrone. Au cours du combat, Pilade Bronzetti meurt héroïquement à la tête de 1er bataillon de  bersagliers.
Aux Ponti della Valle sur la route de Maddaloni, un engagement d'une tout autre importance a lieu. Le secteur est confié à Nino Bixio qui se déclare déterminé à mourir plutôt que de l'abandonner.
Le 1er octobre, les troupes de Garibaldi sont attaquées par la brigade du général von Mechel, qui perd son fils au cours du premier assaut.
Face à la fougue des troupes bourboniennes, bavaroises et suisses, Bixio doit se replier avec de lourdes pertes au-delà du Monte Caro. Au cours de la soirée, le secteur est repris par le colonel Dezza avec les bataillons de bersagliers Menotti et Taddei, faisant replier von Mechel au nord, au-delà de Dugenta.
Après le repli de von Mechel, il ne reste plus que la colonne des bourboniens du colonel Perrone, isolée près de Caserte avec 3 000 hommes. Elle est attaquée le 2 octobre au matin  par les troupes garibaldiennes avec l'aide du 1er bataillon de bersagliers piémontais du major Soldo. À son tour, la colonne des bourboniens se replie vers le Nord ce qui met fin aux combats. Garibaldi obtient une victoire importante bien qu'ayant subi de lourdes pertes au sein de ses troupes et celles de Savoie.

## Note
1. ↑  Girolamo Arnaldi, Storia d'Italia, Volume 4, UTET, Torino, 1965, p. 167
2. ↑  Carmine Crocco, Come divenni brigante, Edizioni Trabant, 2009, p. 11

## Sources
- (it) Cet article est partiellement ou en totalité issu de l’article de Wikipédia en italien intitulé « Battaglia del Volturno » (voir la liste des auteurs).